# Біла-Парцеля-Третя
Біла-Парцеля-Третя (пол. Biała-Parcela Trzecia) — село в Польщі, у гміні Біла Велюнського повіту Лодзинського воєводства.